# Antillormenis albicostalis
Antillormenis albicostalis är en insektsart som först beskrevs av Ronald Gordon Fennah 1941.  Antillormenis albicostalis ingår i släktet Antillormenis och familjen Flatidae. Inga underarter finns listade i Catalogue of Life.